# José María de Gispert
José María de Gispert fue un político español.

## Reseña biográfica
Siendo senador del Reino, fue nombrado Jefe Gobernador de la provincia de Zaragoza por R. O. de 29 de diciembre de 1849. Tomó posesión del cargo el 3 de enero de 1850.
Del 03 de enero de 1850 al 24 de junio de 1851 fue Presidente de la Diputación Provincial de Zaragoza.
| Predecesor: José Rafael Guerra | Presidente de la Diputación Provincial de Zaragoza 03 de enero de 1850 - 24 de junio de 1851 | Sucesor: Francisco de Castro y Villanueva |